# Стів Стіпанович
Стівен Семюел Стіпанович (англ. Stephen Samuel Stipanovich, нар. 17 листопада 1960, Сент-Луїс, США) — американський професіональний баскетболіст, що грав на позиції центрового за команду НБА «Індіана Пейсерз». По завершенні кар'єри — власник вугільної шахти у Сент-Луїсі.

## Ігрова кар'єра
Починав грати у баскетбол у команді старшої єзуїтської школи Де Смета (Крів-Квур, Міссурі). На університетському рівні грав за команду Міссурі (1979—1983).
1983 року був обраний у першому раунді драфту НБА під загальним 2-м номером командою «Індіана Пейсерз». Захищав кольори команди з Індіани протягом усієї історії виступів у НБА, яка налічувала 5 сезонів. Через проблеми з коліном був змушений рано завершити спортивну кар'єру — у 1989 році. За час у НБА провів 403 гри, в яких набирав 13,2 очка та 7,8 підбирання.